# Biessenhofen
Biessenhofen – miejscowość i gmina w południowych Niemczech, w kraju związkowym Bawaria, w rejencji Szwabia, w regionie Allgäu, w powiecie Ostallgäu, siedziba wspólnoty administracyjnej Biessenhofen. Leży w Allgäu, około 6 km na północ od Marktoberdorfu, nad rzeką Wertach, przy drodze 16 i linii kolejowej Lindau (Bodensee)-Buchloe, na której jest stacja kolejowa Biessenhofen.

## Demografia
| Rok  | Liczba mieszkańców |
| ---- | ------------------ |
| 1970 | 3 207              |
| 1987 | 3 806              |
| 2000 | 4 036              |

## Polityka
Wójtem gminy jest Wolfgang Eurisch, jego poprzednikiem był Erwin Fahr, rada gminy liczy 16 osób.
|      | CSU/ÜWG | SPD | Freie Wählergemeinschaft | Zieloni | ödp | Razem |
| 2008 | 9       | 1   | 4                        | 1       | 1   | 16    |
| 2002 | 9       | -   | 6                        | 1       | -   | 16    |